# Ma‘alé HaH̱amisha
Ma‘alé HaH̱amisha (hebreiska: מעלה החמשה, Ma’alé HaH̱amisha) är en ort i Israel.   Den ligger i distriktet Jerusalem, i den nordöstra delen av landet. Ma‘alé HaH̱amisha ligger 807 meter över havet och antalet invånare är 352.
Terrängen runt Ma‘alé HaH̱amisha är huvudsakligen kuperad. Ma‘alé HaH̱amisha ligger uppe på en höjd. Runt Ma‘alé HaH̱amisha är det tätbefolkat, med 913 invånare per kvadratkilometer. Närmaste större samhälle är Jerusalem, 11,3 km sydost om Ma‘alé HaH̱amisha. Omgivningarna runt Ma‘alé HaH̱amisha är i huvudsak ett öppet busklandskap.